# Seljanesfjall
Seljanesfjall är en kulle i republiken Island. Den ligger i regionen Västfjordarna, 210 km norr om huvudstaden Reykjavík. Toppen på Seljanesfjall är 364 meter över havet, eller 183 meter över den omgivande terrängen. Bredden vid basen är 5,6 km.
Trakten runt Seljanesfjall är nära nog obefolkad, med mindre än två invånare per kvadratkilometer. Trakten runt Seljanesfjall består i huvudsak av gräsmarker.